# Charles Grodin
Charles Sidney Grodin (Pittsburgh, 21 aprile 1935 – Wilton, 18 maggio 2021) è stato un attore statunitense, noto per aver recitato in molte commedie di successo tra gli anni settanta e gli anni novanta, oltreché per le sue assidue ospitate in varietà televisivi americani come The Tonight Show (nella fattispecie la terza edizione condotta da Johnny Carson) e il Late Night with David Letterman.
Tra i ruoli per cui resta celebre spiccano quelli del rivenditore sportivo Lenny Cantrow ne Il rompicuori (1972), dell'impresario petrolifero Fred Wilson nel film King Kong (1976), del procuratore distrettuale Ira Parks in Bastano tre per fare una coppia (1980), a fianco di Chevy Chase e Goldie Hawn, del contabile in fuga dalla legge Jonathan "Il Duca" Mardukas in Prima di mezzanotte (1988), in coppia con Robert De Niro, e il burbero patriarca George Newton in Beethoven (1992) e Beethoven 2 (1993).

## Biografia
Grodin nacque a Pittsburgh, in Pennsylvania, nel 1935 in una famiglia ebraica aschenazita, figlio di Theodore Grodin (1900-1953), proprietario d'un negozio all'ingrosso, e di Lena Singer (1907-1996). Il cognome della famiglia paterna era Grodinsky, ma il nonno lo cambiò in Grodin una volta arrivato negli Stati Uniti. Frequentò l'Università di Miami, ma non conseguì la laurea. Ottenne il suo primo ruolo d'attore nel 1962, in un film intitolato Tchin-Tchin, ma il suo debutto cinematografico era avvenuto già otto anni prima, nella pellicola disneyana Ventimila leghe sotto i mari (1954), nella quale aveva ricoperto un ruolo marginale. Nel 1965, iniziò a lavorare come assistente del regista Gene Saks.

### Carriera
Durante gli anni sessanta apparì in numerose serie televisive, e interpreta il ruolo di un ostetrico nel film horror Rosemary's Baby - Nastro rosso a New York (1968). Inoltre, in questi anni, scrisse e dirige Hooray! It's a Glorious Day...and All That; diresse anche altre due commedie, sempre per Broadway: Amanti ed altri estranei e Thieves. Dopo aver ricoperto un ruolo di supporto nella commedia Comma 22 (1970), nel 1972 venne scelto per il ruolo di protagonista del film Il rompicuori, che gli assicurò una certa popolarità. Durante gli anni settanta, recitò in vari film degni di nota, fra i quali la versione del 1976 del film King Kong e Il paradiso può attendere (1978).
Nel 1977 condusse un episodio dello show Saturday Night Live. Negli anni ottanta fece parte del cast di diversi film, come Bastano tre per fare una coppia (1980) e Prima di mezzanotte (1988), in cui recitò al fianco di Robert De Niro. La sua carriera toccò l'apice tra il 1992 e il 1993, anni in cui interpretò George Newton, nevrotico padre di famiglia, nel film Beethoven e nel suo sequel, Beethoven 2. Nel 1994 recitò in My Summer Story, sequel del film A Christams Story. Dopo tredici anni di pausa, tornò sul set per recitare nella commedia The Ex, diretta da Jesse Peretz.
Charles Grodin è stato anche un commentatore politico per 60 Minutes II, a partire dal 2000, e ha condotto uno show, intitolato The Charles Grodin Show, dal 1995 al 1998. Ha continuato il suo ruolo di commentatore in una stazione radio di New York, WCBS, e in altre radio minori, affiliate alla stazione radio della CBS. Fra l'altro, l'attore si dedicava volentieri alla scrittura; alcuni dei suoi libri hanno ottenuto buoni successi di vendite (It Would Be So Nice If You Weren't Here, Spilled Milk and Other Clichés, How I Get Through Life e If I Only Knew Then...Learning from Our Mistakes, ultimato nel novembre 2007).

### Morte
Grodin è morto il 18 maggio 2021 ad 86 anni nella sua casa di Wilton, nel Connecticut, a causa di un cancro al midollo osseo. Riposa nel Cimitero di Adath Jeshurun ad Allison Park, Pennsylvania.

### Vita privata
Nel 1968 ha divorziato dalla moglie Julie Ferguson, da cui aveva avuto una figlia, Marion. Dal 1985 era sposato con l'autrice Elissa Durwood, da cui ha avuto un altro figlio, Nick, nato nel 1988.

## Filmografia

### Cinema
- Sex and the College Girl, regia di Joseph Adler (1964)
- Rosemary's Baby - Nastro rosso a New York (Rosemary's Baby), regia di Roman Polański (1968)
- Comma 22 (Catch-22), regia di Mike Nichols (1970)
- Il rompicuori (The Heartbreak Kid), regia di Elaine May (1972)
- Niente può essere lasciato al caso (11 Harrowhouse), regia di Aram Avakian (1974)
- King Kong, regia di John Guillermin (1976)
- Thieves, regia di John Berry e Alfred Viola (1977)
- Il paradiso può attendere (Heaven Can Wait), regia di Warren Beatty e Buck Henry (1978)
- Sunburn - Bruciata dal sole (Sunburn), regia di Richard C. Sarafian (1979)
- Real Life, regia di Albert Brooks (1979)
- Amarti a New York (It's My Turn), regia di Claudia Weill (1980)
- Bastano tre per fare una coppia (Seems Like Old Times), regia di Jay Sandrich (1980)
- The Incredible Shrinking Woman, regia di Joel Schumacher (1981)
- Giallo in casa Muppet (The Great Muppet Caper), regia di Jim Henson (1981)
- Anime gemelle (The Lonely Guy), regia di Arthur Hiller (1984)
- La signora in rosso (The Woman In Red), regia di Gene Wilder (1984)
- Dinosauri a colazione (Movers and Shakers), regia di William Asher (1985)
- Una pazza vacanza di Natale (Last Resort), regia di Zane Buzby (1986)
- Ishtar, regia di Elaine May (1987)
- Lo strizzacervelli (The Couch Trip), regia di Michael Ritchie (1988)
- You Can't Hurry Love, regia di Richard Martini (1988)
- Prima di mezzanotte (Midnight Run), regia di Martin Brest (1988)
- Filofax - Un'agenda che vale un tesoro (Taking Care of Business), regia di Arthur Hiller (1990)
- Beethoven, regia di Brian Levant (1992)
- Dave - Presidente per un giorno (Dave), regia di Ivan Reitman (1993)
- Mia moglie è una pazza assassina? (So I Married an Axe Murderer), regia di Thomas Schlamme (1993)
- 4 fantasmi per un sogno (Heart and Souls), regia di Ron Underwood (1993)
- Beethoven 2 (Beethoven's 2nd), regia di Rod Daniel (1993)
- Ma chi me l'ha fatto fare (Clifford), regia di Paul Flaherty (1994)
- Una lunga pazza estate (It Runs in the Family), regia di Bob Clark (1994)
- Fast Track, regia di Jesse Peretz (2006)
- The Humbling, regia di Barry Levinson (2014)
- Giovani si diventa (While We're Young), regia di Noah Baumbach (2014)
- The Comedian, regia di Taylor Hackford (2016)
- An Imperfect Murder- Un delitto imperfetto (An Imperfect Murder), regia di James Toback (2017)

### Televisione
- Armstrong Circle Theatre – serie TV, 1 episodio (1958)
- Have Gun - Will Travel – serie TV, 1 episodio (1960)
- Play of the Week – serie TV, 1 episodio (1961)
- La parola alla difesa (The Defenders) – serie TV, 1 episodio (1962)
- The Young Marrieds – serie TV, 1 episodio (1964)
- Mamma a quattro ruote (My Mother the Car) – serie TV, 1 episodio (1965)
- Le cause dell'avvocato O'Brien (The Trials of O'Brien) – serie TV, 1 episodio (1965)
- Squadra speciale anticrimine (The Felony Squad) – serie TV, episodi 1x15 (1966)
- Shane – serie TV, episodi 1x15-1x16 (1966)
- Iron Horse – serie TV, episodio 1x18 (1967)
- F.B.I. (The F.B.I.) – serie TV, 1 episodio (1967)
- Capitan Nice (Captain Nice) – serie TV, 1 episodio (1967)
- Il virginiano (The Virginian) – serie TV, episodio 6x01 (1967)
- Il grande teatro del West (The Guns of Will Sonnett) – serie TV, 1 episodio (1967)
- N.Y.P.D. – serie TV, 1 episodio (1967)
- La grande vallata (The Big Valley) – serie TV, 1 episodio (1968)
- Al banco della difesa (Judd for the Defense) – serie TV, 1 episodio (1969)
- Just Me and You, regia di John Erman – film TV (1978)
- The Grass Is Always Greener Over the Septic Tank, regia di Robert Day – film TV (1978)
- Charlie's Aunt, regia di William Asher – film TV (1983)
- Great Performances – serie TV, 1 episodio (1985)
- Fresno, regia di Jeff Bleckner – miniserie TV (1986)
- American Playhouse – serie TV, 1 episodio (1987)
- The Muppets at Walt Disney World, regia di Peter Harris – film TV (1990)
- Law & Order - Unità vittime speciali (Law & Order: Special Victims Unit) – serie TV, episodio 14x08 (2012)

## Doppiatori italiani
Nelle versioni in italiano delle opere in cui ha recitato, Charles Grodin è stato doppiato da:
- Michele Gammino in Rosemary's Baby - Nastro rosso a New York, Ishtar, Law & Order - Unità vittime speciali
- Lucio Saccone in Mia moglie è una pazza assassina?, 4 fantasmi per un sogno
- Francesco Pannofino in Ma chi me l'ha fatto fare, Una lunga pazza estate
- Michele Kalamera in Il rompicuori, Lo strizzacervelli
- Roberto Rizzi in Beethoven, Beethoven 2
- Pino Locchi in King Kong
- Cesare Barbetti in Il paradiso può attendere
- Pino Colizzi in Sunburn - Bruciata dal sole
- Oreste Rizzini in Amarti a New York
- Claudio Capone in Bastano tre per fare una coppia
- Mario Cordova in Dinosauri a colazione
- Pino Insegno in Giallo in casa Muppet
- Carlo Valli in Anime gemelle
- Claudio De Davide in Una pazza vacanza di Natale
- Alessandro Rossi in Prima di mezzanotte
- Sergio Di Stefano in Filofax - Un'agenda che vale un tesoro
- Stefano De Sando in Dave - Presidente per un giorno
- Dario Penne in La Signora in Rosso
- Pietro Biondi in Giovani si diventa
- Carlo Reali in The Humbling